# Deferiet
Deferiet és una població dels Estats Units a l'estat de Nova York. Segons el cens del 2000 tenia 309 habitants.

## Demografia
Segons el cens del 2000, Deferiet tenia 309 habitants, 120 habitatges, i 92 famílies. La densitat de població era de 168 habitants/km².
Dels 120 habitatges en un 33,3% hi vivien nens de menys de 18 anys, en un 65% hi vivien parelles casades, en un 9,2% dones solteres, i en un 23,3% no eren unitats familiars. En el 19,2% dels habitatges hi vivien persones soles el 12,5% de les quals corresponia a persones de 65 anys o més que vivien soles. El nombre mitjà de persones vivint en cada habitatge era de 2,58 i el nombre mitjà de persones que vivien en cada família era de 2,86.
Per edats la població es repartia de la següent manera: un 26,2% tenia menys de 18 anys, un 4,2% entre 18 i 24, un 25,9% entre 25 i 44, un 23,3% de 45 a 60 i un 20,4% 65 anys o més.
L'edat mediana era de 40 anys. Per cada 100 dones de 18 o més anys hi havia 88,4 homes.
La renda mediana per habitatge era de 34.688 $ i la renda mediana per família de 36.250 $. Els homes tenien una renda mediana de 26.875 $ mentre que les dones 21.750 $. La renda per capita de la població era de 15.650 $. Entorn del 16,2% de les famílies i el 13,3% de la població estaven per davall del llindar de pobresa.